# Stuart O'Grady
Stuart Peter O'Grady (Adelaida, 6 de agosto de 1973) es un deportista australiano que compitió en ciclismo en las modalidades de pista y ruta; campeón olímpico en Atenas 2004 y bicamepeón mundial en pista.

## Trayectoria
Participó en seis Juegos Olímpicos de Verano, entre los años 1992 y 2012, obteniendo en total cuatro medallas: plata en Barcelona 1992, en persecución por equipos (junto con Brett Aitken, Stephen McGlede y Shaun O'Brien), dos bronces en Atlanta 1996, en puntuación y persecución por equipos (con Bradley McGee, Timothy O'Shannessey y Dean Woods), y un oro en Atenas 2004, en la prueba de madison (junto con Graeme Brown).
Ganó cinco medallas en el Campeonato Mundial de Ciclismo en Pista entre los años 1991 y 1995.
En carretera su mejores resultados fueron cuatro victorias de etapa en el Tour de Francia (en las ediciones de 1998 y 2004 y en las contrarrelojes por equipos de 2001 y 2013) y dos etapas de la Vuelta a España de 2004 (las contrarrelojes por equipos de 2006 y 2011).
El 23 de julio de 2013 anunció su retirada del ciclismo tras 19 años como profesional, y haber corrido de forma ininterrumpida el Tour de Francia por 17 años. Un día después, confesó haberse dopado en los años 1990.
En 2000 fue condecorado con la Medalla Deportiva Australiana y en 2005 con la Medalla de la Orden de Australia (OAM).
Desde enero de 2020 es el director de la carrera Tour Down Under.

## Medallero internacional
| Juegos Olímpicos   | Juegos Olímpicos         | Juegos Olímpicos  | Juegos Olímpicos            |
| Año                | Lugar                    | Medalla           | Competición                 |
| ------------------ | ------------------------ | ----------------- | --------------------------- |
| 1992               | Barcelona (España)       | Medalla de plata  | Persecución por equipos     |
| 1996               | Atlanta (Estados Unidos) | Medalla de bronce | Persecución por equipos     |
| 1996               | Atlanta (Estados Unidos) | Medalla de bronce | Puntuación                  |
| 2004               | Atenas (Grecia)          | Medalla de oro    | Madison                     |
| Campeonato Mundial |                          |                   |                             |
| Año                | Lugar                    | Medalla           | Competición                 |
| 1991               | Stuttgart (Alemania)     | Medalla de bronce | Persecución por equipos (A) |
| 1993               | Hamar (Noruega)          | Medalla de oro    | Persecución por equipos     |
| 1994               | Palermo (Italia)         | Medalla de bronce | Persecución por equipos     |
| 1995               | Bogotá (Colombia)        | Medalla de oro    | Persecución por equipos     |
| 1995               | Bogotá (Colombia)        | Medalla de bronce | Persecución individual      |

## Palmarés

### Pista
Juegos Olímpicos
- Barcelona 1992
  - Persecución por equipos
- Atlanta 1996
  - Persecución por equipos 
  - Carrera por puntos
- Atenas 2004
  - Madison

Campeonatos Mundial
- Palermo 1994
  - Persecución por equipos
- Bogotá 1995
  - Persecución por equipos 
  - Persecución individual

### Carretera
| 1996 - 1 etapa de la Vuelta a Murcia 1997 - 1 etapa en la Vuelta a Baviera - 3 etapas del Herald Sun Tour 1998 - 1 etapa del Tour de Poitou-Charentes - Prudential Tour, más 2 etapas - 1 etapa del Tour de Francia - 1 etapa del Tour de Luxemburgo - Vuelta a Gran Bretaña 1999 - Tour Down Under, más 2 etapas - 1 etapa del Prudential Tour - Clásica Haribo - 2.º en el Campeonato de Australia en Ruta 2000 - Melbourne-Sorrento - 1 etapa de la Midi Libre | 2001 - Tour Down Under 2003 - 2 etapas del Tour de Langkawi - Campeonato de Australia en Ruta 2004 - Grand Prix de Villers-Cotterêts - 2 etapas de la Dauphiné Libéré - 1 etapa del Tour de Francia - HEW Cyclassics - 1 etapa de la Vuelta a Dinamarca 2007 - París-Roubaix 2008 - Herald Sun Tour, más 2 etapas |

## Resultados en Grandes Vueltas y Campeonatos del Mundo
| Carrera         | Carrera         | 1995 | 1996 | 1997  | 1998 | 1999 | 2000  | 2001 | 2002 | 2003 | 2004 | 2005 | 2006 | 2007 | 2008  | 2009  | 2010  | 2011 | 2012 | 2013  |
| --------------- | --------------- | ---- | ---- | ----- | ---- | ---- | ----- | ---- | ---- | ---- | ---- | ---- | ---- | ---- | ----- | ----- | ----- | ---- | ---- | ----- |
|                 | Giro de Italia  | —    | —    | —     | —    | —    | —     | —    | —    | —    | —    | Ab.  | —    | —    | Ab.   | —     | —     | —    | —    | —     |
|                 | Tour de Francia | —    | —    | 109.º | 54.º | 94.º | Ab.   | 54.º | 77.º | 90.º | 61.º | 77.º | 89.º | Ab.  | 106.º | 124.º | 149.º | 78.º | 97.º | 161.º |
|                 | Vuelta a España | —    | —    | —     | —    | —    | —     | —    | —    | —    | Ab.  | —    | 65.º | —    | —     | Ab.   | Ab.   | 93.º | —    | —     |
| Mundial en Ruta | Mundial en Ruta | —    | —    | —     | —    | —    | 101.º | —    | 13.º | —    | 4.º  | —    | 6.º  | —    | —     | Ab.   | 45.º  | 91.º | —    | —     |

| —: No participó | Ab: Abandono |

## Equipos
- Gan/Crédit Agricole (1995-2003)
- Cofidis (2004-2005)
- Team CSC/Team Saxo Bank (2006-2010)
  - Team CSC (2006-2008) (hasta junio)
  - Team CSC-Saxo Bank (2008)
  - Team Saxo Bank (2009-2010)
- Leopard Trek (2011)
- Orica-GreenEDGE (2012-2013)